# Elophos dognini
Elophos dognini là một loài bướm đêm trong họ Geometridae.